# St. Ulrich (Bollstadt)

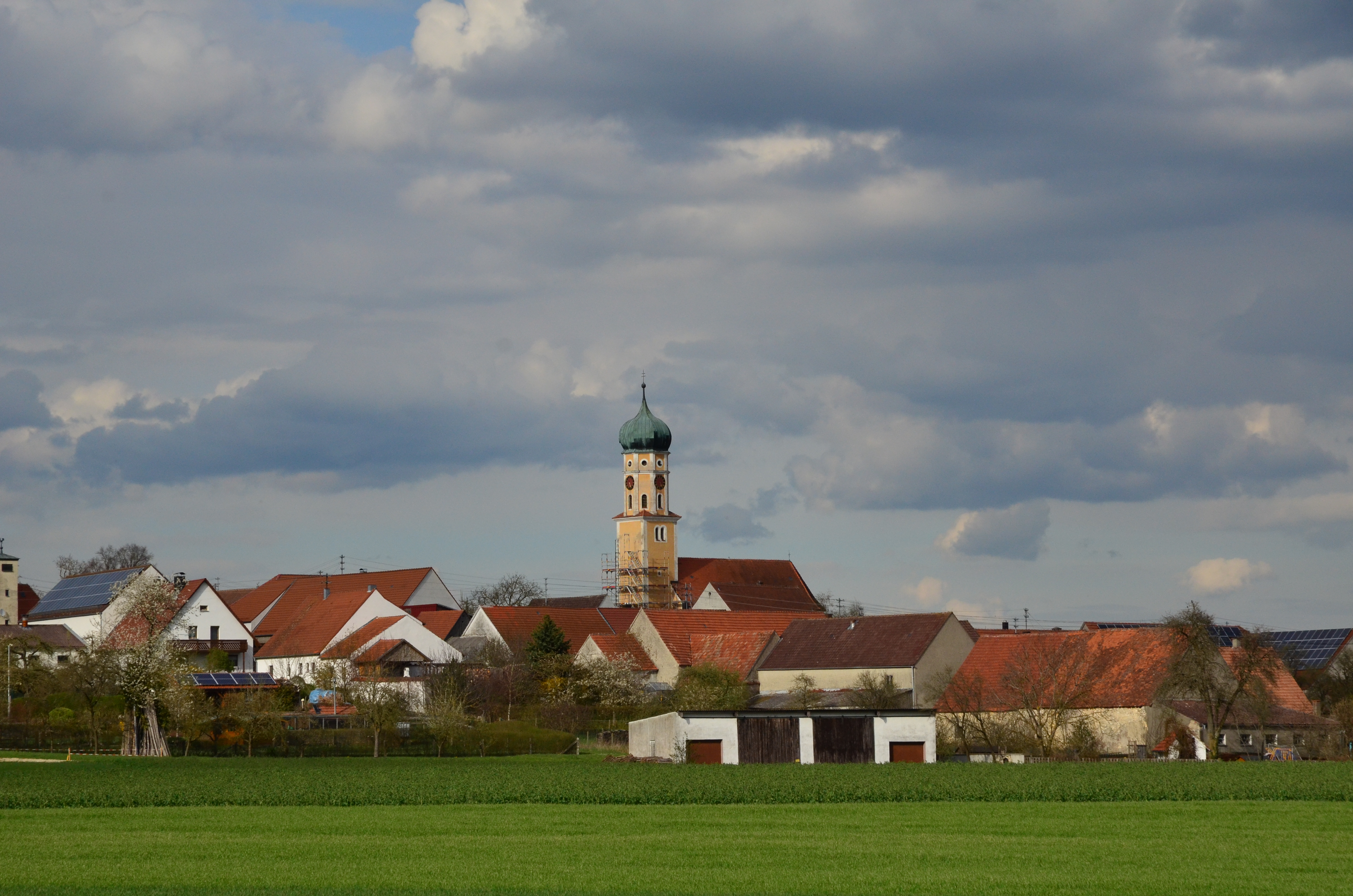
St. Ulrich in Bollstadt

Die römisch-katholische Pfarrkirche St. Ulrich steht in Bollstadt, einem Gemeindeteil von Amerdingen im Landkreis Donau-Ries in Bayern. Das Bauwerk ist in der Liste der Baudenkmäler in Amerdingen als Baudenkmal unter der Nr. D-7-79-112-8 eingetragen. Die Kirche gehört zum Dekanat Nördlingen des Bistums Augsburg.

## Beschreibung
Die um 1500 errichtete Saalkirche besteht aus einem Langhaus, einem dreiseitig geschlossenen, mit Strebepfeilern gestützten Chor im Osten, einem Kirchturm im Westen, dessen untere Geschosse aus dem 14. Jahrhundert stammen, und der 1726 angebauten Sakristei an der Südwand des Chors. Der Kirchturm wurde 1751 mit einem achteckigen Geschoss aufgestockt, das die Turmuhr und den Glockenstuhl mit drei Kirchenglocken beherbergt, und mit einer Zwiebelhaube bedeckt. Der Innenraum des Langhauses ist mit einer Flachdecke überspannt. Auf der Brüstung der Empore sind Salvator mundi und die Apostel dargestellt. Zur Kirchenausstattung gehört ein Hochaltar, der 1772/73 aus der Klosterkirche des Klosters Mönchsdeggingen übernommen wurde. Das um 1460 entstandene Altarretabel befand sich ursprünglich in der Klosterkirche des Klosters Christgarten. Die Statue des heiligen Ulrich wird der Werkstatt des Daniel Mauch zugeschrieben. Die Orgel wurde 1873 von G. F. Steinmeyer & Co. gebaut.